# Boom Boom Pow
"Boom Boom Pow" é o primeiro single/compacto lançado pela grupo norte-americano The Black Eyed Peas em seu quinto álbum de estúdio, The E.N.D..
A canção foi divulgada pela Interscope, juntamente com informações do álbum que foi lançado em junho de 2009. Um dos integrantes do grupo e produtor do novo álbum, will.i.am, disse que a banda queria fazer uma música para as pessoas dançarem. O single foi recebido muito bem nas paradas musicais de todo o mundo, alcançando o pico em vários países.

## Faixas
Digital Download E.P.
1. "Boom Boom Pow" (Censurado) - 04:12
2. "Boom Boom Pow" (Não-censurado - Acappella) - 03:58
3. "Boom Boom Pow" (Censurado com Introdução) - 03:49
4. "Boom Boom Pow" (Não-censurado) - 04:12
5. "Boom Boom Pow" (Censurado - Acappella) - 03:58
6. "Boom Boom Pow" (Não-censurado com Introdução) - 03:49
7. "Boom Boom Pow" (Instrumental) - 02:57

- (Mix original de Dylan Dresdow)

CD Britânico - Lançamento
1. "Boom Boom Pow" (Edição de Rádio) - 3:28
2. "Boom Boom Wow" (Megamix de will.i.am) - 4:12

## Invasion of Boom Boom Pow - Megamix E.P.
Um E.P. de remixes intitulado "Invasion Of Boom Boom Pow - Megamix E.P." foi lançado em 5 de maio de 2009.
1. "Let the Beat Rock" – Megamix de Boys Noize (com 50 Cent)
2. "Let The Beat Rock" – Megamix de Boys Noize (com Gucci Mane)
3. "Boom Boom Style" - Megamix de Zuper Blahq com Kid Cudi
4. "Boom Boom Guetta" - Remix Electro Hop de David Guetta
5. "Boom Boom Wow" - Megamix do DJ will.i.am
6. "Boom Boom Pow" - Megamix de DJ Ammo/Poet Named Life
7. "Boom Boom Pow" - Remix com Fatman Scoop

## Videoclipe
O vídeo tem como diretores Mathew Cullen e Mark Kudsi. Ambos ainda não haviam trabalhado com o The Black Eyed Peas. A co-produção foi de Motion Theory.
O grupo começou a gravar o clipe em 16 de março e foi lançado oficialmente dia 18 de abril de 2009. O clipe se passa no mais recente computador da HP, Touch Smart, e mostra eles dentro do computador dançando num misto de realidade com ficção.

## Desempenho nas paradas
"Boom Boom Pow" é um grande hit. Prova disso é a entrada da canção em mais de 30 paradas musicais em todo o mundo. Além disso, este foi o primeiro single do grupo a alcançar o topo nos Estados Unidos onde já ultrapassou a marca dos 3 milhões de downloads nas doze semanas consecutivas de domínio da Billboard. Agora, já passou dos 6 milhões, uma das cinco canções que já passaram da marca. A canção também ocupa o topo de várias paradas musicais importantes: Canadá a nove semanas, China a seis e Austrália a cinco. No Reino Unido a canção estreou em primeiro lugar. Nas paradas europeias, ocupa as posições#2 (EURO 200) e#1 (Europa Top 100). No Mundo, o single estreou em 2º lugar com 349 mil pontos, chegou ao topo ao quebrar as oito semanas de reinado de Lady Gaga com "Poker Face" e permaneceu lá por doze semanas.